# Stefano Bontade

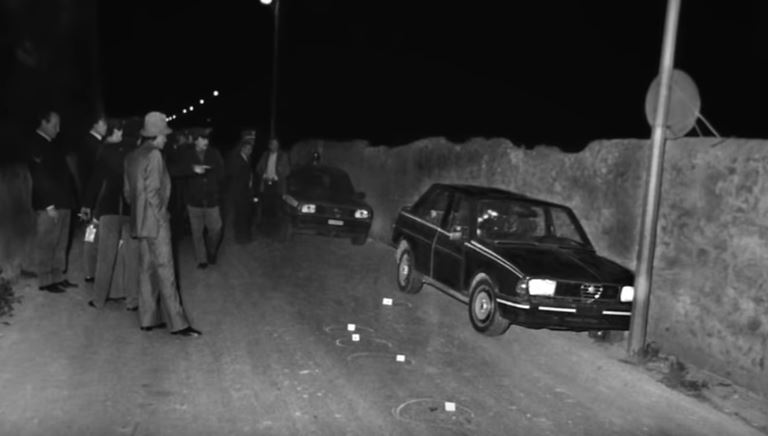
Schauplatz des Mordes in der Via Aloi

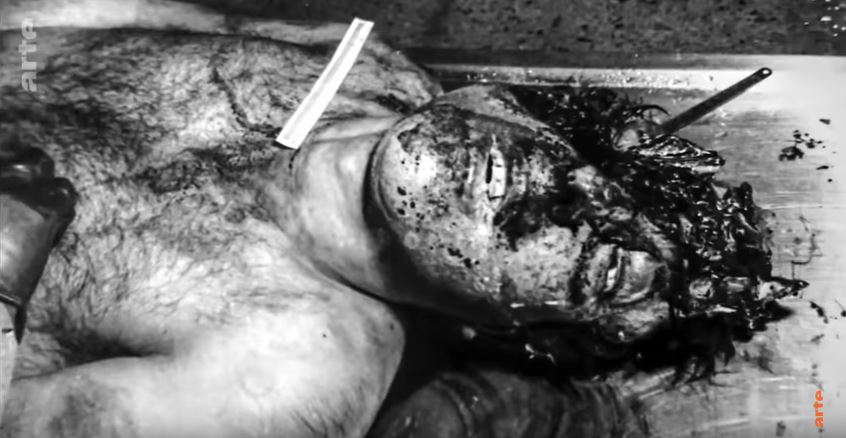
Stefano Bontade in der Autopsie

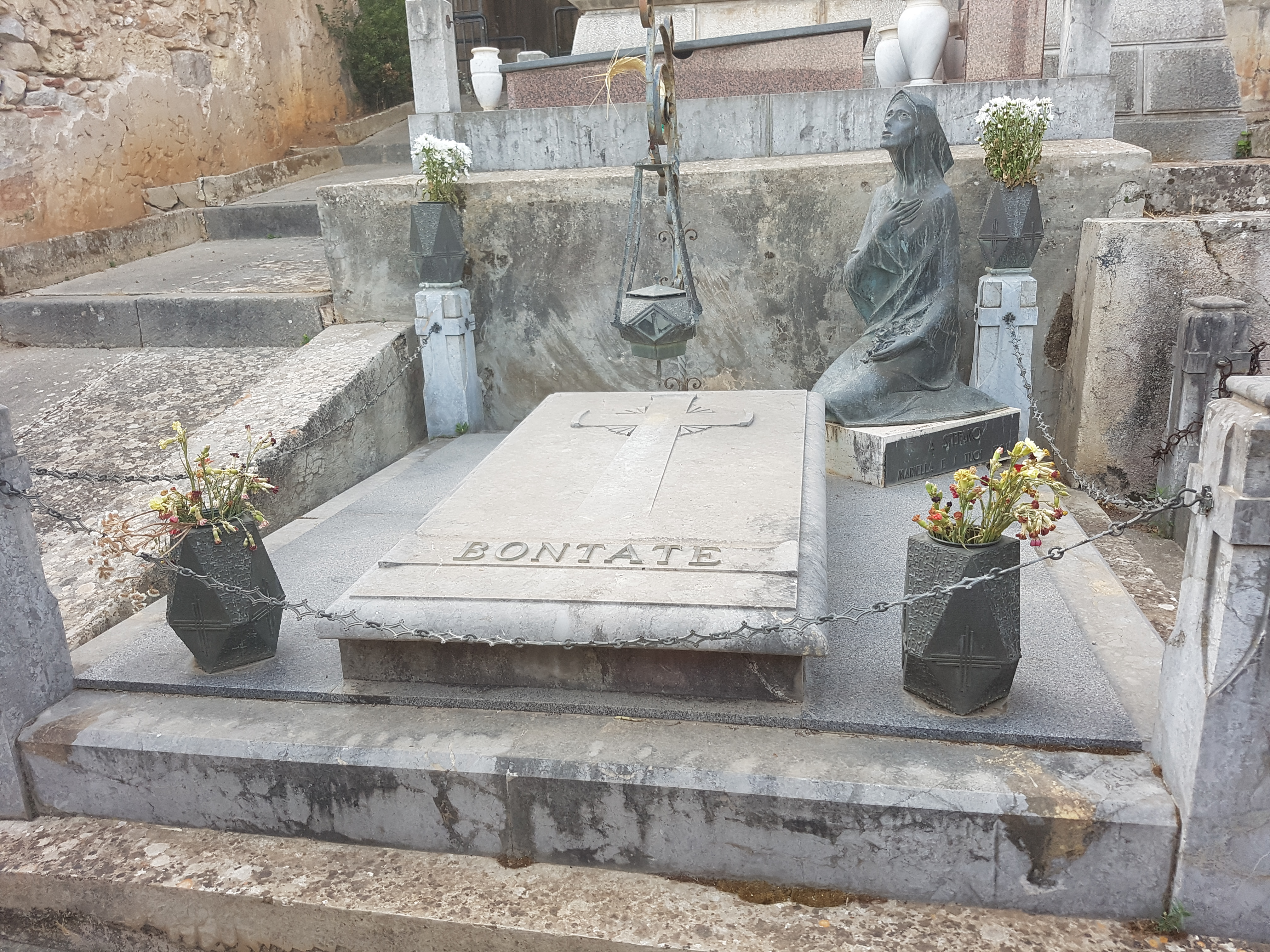
Stefano Bontades Grab

Stefano Bontade, auch Stefano Bontate, (* 23. April 1938 in Palermo; † 23. April 1981 ebenda) war ein mächtiger sizilianischer Mafioso und langjähriges Mitglied der Sizilianischen Mafia-Kommission. Sein Spitzname war „principe di Villagrazia“ (auf Deutsch: „Fürst von Villagrazia“). Es ist nahezu erwiesen, dass er in Kontakt mit mehreren mächtigen Politikern stand; zudem war er auch Mitglied der Freimaurer und diente als Verbindungsmann zwischen ihnen und der Cosa Nostra.

## Leben

### Aufstieg zum Oberhaupt
Stefano Bontade wurde in eine sehr traditionsreiche Mafia-Familie hineingeboren, die bis ins 19. Jahrhundert zurückreichte. Sowohl sein Vater Francesco „Paolino“ Bontade als auch sein Großvater Stefano waren einflussreiche „Ehrenmänner“ in der Mafiafamilie von Santa Maria di Gesù, eines Dorfes vor Palermo, welches nach dem Zweiten Weltkrieg eingemeindet und bald ein Stadtteil Palermos wurde. Francesco Bontade war berühmt dafür, dass er bei einer Gelegenheit einen Abgeordneten öffentlich geohrfeigt hatte. Anders als die meisten Ehrenmänner seiner Generation studierte Stefano Bontade ebenso wie sein Bruder Giovanni Bontade. Sein Vater, der einer der Sargträger beim Begräbnis des mächtigen Don Calò Vizzini gewesen war, litt an Diabetes und war von schwacher Gesundheit; als Stefano sein Studium nahezu beendet hatte, begann er seinen Vater zu pflegen und brach das Studium ab.
1964 starb „Paolino“ Bontade und Stefano Bontade avancierte nach einer internen Wahl mit nur 25 Jahren zum neuen Führer der „Santa Maria di Gesù“-Familie. Dies geschah in dem Moment, als der Erste Mafiakrieg gerade zum Stillstand kam: Der Krieg, der 1962 begonnen hatte, entwickelte eine ganz neue Dynamik; in Palermo kam es zu mehreren Anschlägen, bei denen Autobomben explodierten. Auch der Vize-Repräsentant der Santa Maria di Gesù-Familie, Bernardo Diana, kam bei einem dieser Anschläge ums Leben. Beim sogenannten Massaker von Ciaculli 1963 starben sieben Carabinieri, als eine für den Mafia-Boss Salvatore Greco bestimmte Autobombe beim Versuch der Entschärfung explodierte. Daraufhin ging der italienische Staat zum ersten Mal entschlossen gegen die Cosa Nostra vor und binnen kurzem wurden hunderte Ehrenmänner verhaftet, so auch der Vertreter der Familie Santa Maria di Gesù in der Kommission, Francesco Sorci. Bontade übernahm nun die Führung, als die Cosa Nostra beschloss, sich vorübergehend aufzulösen und alle Geschäfte bis auf weiteres ruhen zu lassen. In der Folgezeit beruhigte sich die öffentliche Meinung und wandte sich anderen Themen zu. Auch die Entschlossenheit des Staates im Kampf gegen die Cosa Nostra erlahmte. Die nachfolgenden Prozesse von Catanzaro gegen die inhaftierten Ehrenmänner gingen 1968 mit einem Sieg für die Cosa Nostra aus, denn es wurden nur wenige Schuldsprüche gefällt, die zudem eher alte Vertreter der Mafia, wie etwa Giuseppe Genco Russo trafen.
Nach diesem Triumph waren Bontade und Salvatore Greco nun die beiden Bosse, die den Verantwortlichen des Ersten Mafiakrieges, Michele „Die Cobra“ Cavataio, unbedingt bestrafen wollten. Innerhalb der Cosa Nostra setzten sie sich schließlich durch und beim berühmten Massaker in der Viale Lazio am 10. Dezember 1969 wurde Cavataio von einem Killerkommando getötet. Nun beschloss man, die „Kommission“ (auch Kuppel genannt), das Regierungsorgan der Cosa Nostra, wieder aufzubauen. Dies geschah zunächst in provisorischer Form. Von 1970 bis 1974 war Bontade, zusammen mit Gaetano Badalamenti und Luciano Liggio, ein Mitglied des Triumvirats, das die Mafia anstelle der regulären 12–14-köpfigen Kommission leitete. Auf Initiative von Badalamenti wurde der Generalstaatsanwalt von Palermo, Pietro Scaglione, 1971 ermordet. Wahrscheinlicher Täter war Luciano Liggio selbst.
1972 wurde Bontade wie die meisten bekannten Mafia-Bosse hierfür verhaftet und vor Gericht gestellt. Er wurde zwar freigesprochen, doch der Ankläger nutzte eine Besonderheit des italienischen Strafrechtes aus und sorgte für eine Verbannung Bontades, der nun gezwungen war, Sizilien für einige Zeit zu verlassen. Er verbrachte diese Zeit in Qualiano nahe Neapel, wo er Kontakte zur neapolitanischen Verbrecherorganisation Camorra knüpfte und den Zigarettenschmuggel von Neapel nach Sizilien organisierte, der die finanziell in Bedrängnis geratene Cosa Nostra am Leben erhielt. Außerdem etablierte er eine Dependance seiner Familie in Neapel. Ab 1974 bis zu seinem Tod 1981 gehörte er der erneuerten regulären Kommission an und war eindeutig einer der führenden Köpfe der Cosa Nostra; im Bündnis mit Badalamenti und der Familie von Passo di Rigano (diese wurde erst von Rosario Di Maggio, dann dessen Neffen Salvatore Inzerillo geleitet) dominierte er die Organisation. Mit ihnen gemeinsam organisierte er auch den Heroinhandel über die sogenannte Pizza Connection, der in den 1970er und 1980er Jahren immer größere Ausmaße annahm und der Cosa Nostra enorme Profite und außerordentlichen Wohlstand bescherte.
Die Familie von Santa Maria di Gesù war in dieser Zeit die mächtigste in Palermo und kontrollierte nicht nur Santa Maria di Gesù, sondern auch Guadagna, La Kalsa und andere Stadtteile. Laut dem späteren Kronzeugen Stefano Calzetta kontrollierte Stefano Bontade „das gesamte Gebiet um Palermo herum, vom Bahnhof bis nach Ciaculli, auch wenn es in diesem Abschnitt einzelne Familien mit beschränktem eigenen Gebiet gab. Alle unterstanden jedoch Stefano Bontade, und wenn Entscheidungen getroffen werden mussten, begaben sich alle auf sein Territorium“.
In dieser Zeit wuchs die Familie personell sehr stark an und vergrößerte sich von rund 50 Mitgliedern in den frühen 1960er Jahren auf mehr als 160 Mitglieder gegen Ende der 1970er Jahre; dazu kamen noch die Mitglieder der kleineren Familien, die von der Familie Santa Maria di Gesú kontrolliert wurden, so dass Bontade über mehr Ehrenmänner als anderen Familien verfügte und als der mächtigste Boss überhaupt galt. Bontade galt als eher moderat und deutlich weniger blutrünstig als beispielsweise die Corleonesi und ihre Verbündeten, die in den 1970er Jahren unter ihren Führern Luciano Liggio, Salvatore Riina und Bernardo Provenzano zunehmend mächtiger wurden und die Alleinherrschaft über die Cosa Nostra anstrebten. Laut seinem engeren Freund und späteren „Pentito“ Antonino Calderone kritisierte Bontade häufig unverhältnismäßig brutale Aktionen; so wandte er sich beispielsweise im Jahr 1976 energisch in der Kommission gegen die kurz zuvor erfolgten grundlosen Morde an vier Jugendlichen. Diese Morde waren vom Boss von Catania, Nitto Santapaola, durchgeführt worden. Bontade war jedoch „das einzige Kommissionsmitglied, das Worte des Tadels fand“.
Ende der 1970er Jahre gab er den Befehl zur Tötung jedes zehnten Diebs in den von ihm kontrollierten Stadtvierteln, um diesen nach einem tödlich verlaufenen Handtaschenraub eine Warnung zukommen zu lassen und sie in die Schranken zu weisen. Dies brachte ihm in der dort ansässigen Bevölkerung eine hohe Popularität ein. All dies brachte ihm auch außerhalb der Cosa Nostra den Ruf ein, der „letzte wahre Ehrenmann“ zu sein.
Überhaupt vertrat Bontade traditionelle Wertvorstellungen; der „Ehrenmann“ Gaetano Grado, der einer der Angehörigen der Todesschwadron gewesen war, die Cavataio 1969 ermordete, „wäre beinahe von seinem Boss Stefano Bontade getötet worden, weil dieser nach seiner Beteiligung am Massaker in der Viale Lazio 1969 in Mailand auf Frauenjagd gegangen war“.

### Politische Kontakte
Bontade pflegte weitreichende politische Kontakte; so traf er laut Aussage des Pentito und Kronzeugen Antonino Giuffrè den damaligen Unternehmer und späteren Premierminister Silvio Berlusconi Mitte der 1970er Jahre in Mailand, da dieser sich davor fürchtete, so wie schon viele andere reiche Italiener vor ihm entführt zu werden. Bei diesem Treffen duzte Bontade seinen Gesprächspartner Berlusconi, während er für sich selbst darauf bestand, als Ranghöherer gesiezt zu werden. Auch zum siebenfachen italienischen Ministerpräsidenten Giulio Andreotti und besonders zu dessen rechter Hand Salvatore Lima, hatte er laut der Aussage von mehreren „Pentiti“ wie beispielsweise Tommaso Buscetta und Francesco Marino Mannoia Kontakt. Mannoia sagte aus, Andreotti und Bontade seien 1980 in Palermo zusammengetroffen, weil Andreotti gegen die Ermordung des Vorsitzenden der sizilianischen Christdemokraten, Piersanti Mattarella, protestieren wollte. Bontade habe Andreotti jedoch einen abschlägigen Bescheid erteilt und diesen aufgefordert, ruhig zu bleiben, weil sich sonst „sehr schlimme Dinge“ ereignen würden. Salvatore Lima galt als erster Ansprechpartner der Cosa Nostra, wenn diese Hilfe von staatlichen Stellen suchte.
Laut Mannoia war der Abgeordnete und Minister Gioa ein Schützling Bontades. Auch der jahrelange Bürgermeister von Palermo, Nello Martellucci, hatte laut Buscetta enge Verbindungen zu Bontade. Seit Mitte der 1960er Jahre unterhielt Bontade auch Beziehungen zum mächtigen Vito Ciancimino, der aus Corleone stammte und ebenfalls kurze Zeit Bürgermeister von Palermo gewesen war. Ihm gegenüber verriet er bei einem ersten Gespräch auch einmal seine Eindrücke von Riina und Provenzano: „Mit Provenzano kann man reden, aber Riina meidet man besser. Er ist stur und jähzornig und ändert selten seine Meinung. Er und ich hatten bereits mehrere Meinungsverschiedenheiten, aber Provenzano hat immer zwischen uns eine Einigung herbeigeführt“.
Seine Verbindung zu deren Partei Democrazia Cristiana war in den 1970er Jahren so eng, dass er sich 1978, während der Entführung des ehemaligen Premierministers Aldo Moro durch die Roten Brigaden, mit diesen in Verbindung setzen wollte, um eine Freilassung zu erwirken. Er rief die Kommission zusammen, um seinen Standpunkt darzulegen, jedoch konnten die Corleoneser um Salvatore Riina und Bernardo Provenzano sich schließlich mit ihrem Standpunkt durchsetzen, sich aus der Politik selbst herauszuhalten. Etwa zu dieser Zeit traten er und der Chef der mächtigen Familie von Ciaculli, Michele Greco, auch auf deren Wunsch hin den sizilianischen Freimaurer-Logen bei, um einen engeren Kontakt zwischen diesen und der Cosa Nostra aufzubauen.

### Der Konflikt mit den Corleonesern
Dem Intrigenspiel von Salvatore „Totò“ Riina, dem Nachfolger Liggios, zeigten sich die etablierten palermitanischen Bosse um Bontade in den 1970er Jahren nicht gewachsen; sie verloren zunehmend an der innerhalb der Mafia so wichtigen Reputation. Die Corleoneser führten – obwohl die Kommission ein Entführungsverbot auf Sizilien beschlossen hatte – mehrere Entführungen von reichen sizilianischen Unternehmern durch, die eigentlich unter dem Schutz von Bontade und seinen Verbündeten standen. 1975 wurde Luigi Corleo, der Schwiegervater von Antonio Salvo, der zusammen mit seinem Vetter Ignazio Salvo damals der wohl reichste Unternehmer Siziliens war (beide waren auch untergeordnete Ehrenmänner der Cosa Nostra von Salemi), von den Corleonesern entführt und ermordet. Riina bestritt innerhalb der Kommission, die Entführung durchgeführt zu haben. Bontade gelang es nicht, Corleos Leiche zu finden und den Corleonesern die Tat nachzuweisen.
1977 wurde Badalamenti auf Betreiben der Corleoneser sogar aus der Mafia ausgeschlossen. Sein Nachfolger als Vorsitzender wurde Michele „der Papst“ Greco. Dieser war der wichtigste Verbündete der Corleoneser. Bontades ehemaliger Verbündeter Giuseppe „Pippo“ Calò wechselte in dieser Zeit die Seiten und verbündete sich offen mit den Corleonesern. 1978 verlor Bontade zwei seiner wichtigsten Verbündeten außerhalb Palermos, als Giuseppe Di Christina aus Riesi und Giuseppe Calderone aus Catania ermordet wurden. Calderone wurde durch Nitto Santapaola abgelöst, der ein enger Verbündeter Riinas war. Bontade befürchtete zeitweise das gleiche Schicksal zu erleiden und „schlief (...) bis zu den Zähnen bewaffnet mit seiner Familie in seiner Villa in Magliocco“.
Die gegnerischen Mafiafamilien wurden von den Corleonesern auch zunehmend unterwandert; viele „soldati“ verrieten ihre Bosse und schlossen sich heimlich den Corleonesern an, als sie bemerkten, dass die Waagschale sich immer mehr zugunsten der Corleoneser neigte. Diese kontrollierten die Kommission, in der Bontade, Salvatore Inzerillo und Rosario Riccobono nun fast völlig isoliert waren und mehrfach über wichtige Entscheidungen im Dunklen gelassen wurden. Im Jahr 1980 fanden, was zu dieser Zeit bereits eher ungewöhnlich innerhalb einer Mafiafamilie war (und ist), Wahlen in der Familie Santa Maria di Gesù statt.
Eine nicht unbedeutende Gruppierung innerhalb der Familie wollte Bontade als Boss abwählen. Zu dieser Gruppe gehörten Pietro Lo Iacono, Ignazio Pullara und Giovanni Bontade, der sich mit seinem Bruder Stefano traditionell nicht verstand und mit ihm rivalisierte. Die Wahlen gingen zugunsten von Stefano Bontade aus, der darauf verzichtete, Maßnahmen gegen seine interne Opposition zu ergreifen. Zu Anfang des Jahres 1981 wurde auch Giuseppe „Piddu“ Panno, Chef der Familie von Casteldaccia, von den Corleonesern ermordet. Dieser war seit mehreren Jahrzehnten ein enger Freund und Verbündeter der Bontades gewesen. Bontade plante laut mehrerer übereinstimmender Aussagen als Reaktion auf diesen Mord, Salvatore Riina ermorden zu lassen oder ihn bei einer Sitzung der Kommission selbst zu töten.
Am späten Abend, um 23:30 Uhr, des 23. April 1981, seines 43. Geburtstages, wurde Bontade auf der Heimfahrt von einem zu seinen Ehren gegebenen Fest erschossen. Während er an einer roten Ampel in der Via Aloi, Ecke Via delle Regione Siciliana, hielt, wurde sein Auto von mehreren Männern unter Beschuss genommen und von Kugeln durchsiebt.
Kurz zuvor hatte Bontade noch ein kugelsicheres Auto, ein Alfa Romeo Giulietta 2000, bestellt, das in wenigen Wochen geliefert werden sollte. Der angeschossene Fahrer verlor die Kontrolle über sein Fahrzeug und kam an einer Mauer zum Stehen. Bontade wurde durch Schüsse aus einer AK-47 und einer Schrotflinte getötet. Sein halbes Gesicht wurde dabei weggeschossen. Er hatte fünf Millionen Lire in Scheinen dabei.
Der Anschlag war von einem Kommando der Corleoneser durchgeführt worden, dem unter anderem Pino Greco, der Todesschütze und ein berüchtigter und besonders brutaler Mafioso, Mario Prestifilippo, Antonio Rotolo, Giuseppe Lucchese sowie der spätere „Pentito“ Giuseppe Marchese angehörten. Der Zweite Mafiakrieg, in Sizilien auch unter dem Begriff Mattanza („die blutigen Ernten“) bekannt, hatte begonnen. Obwohl Italien danach einen wütenden Gegenschlag der Bontade-Fraktion erwartete, geschah nichts dergleichen. Am 11. Mai wurde dagegen Salvatore Inzerillo erschossen. In den Folgemonaten wurden zudem hunderte Ehrenmänner (sowie deren Freunde und Verwandte) der Familien von Bontade und Inzerillo liquidiert.
Alle Ehrenmänner, die bei den Wahlen im Jahr zuvor gegen Stefano Bontade gestimmt hatten, wurden dagegen verschont; diese halfen den Corleonesern oft dabei, ihre Gegner in Fallen zu locken und zu ermorden. In den Jahren 1981 und 1982 geschah in Palermo durchschnittlich alle drei Tage ein Mafiamord. Die Führung der Familie Santa Maria di Gesù übernahm der bisherige Vizecapo Pietro Lo Iacono, mit Gianbattista Pullara und Giovanni Bontade als seinen Vizerepräsentanten. Giovanni Bontade wurde allerdings zusammen mit seiner Frau im Jahr 1988 ebenfalls von den Corleonesern ermordet. Die Corleoneser errichteten nach ihrem totalen Sieg in der Folge eine absolute Diktatur innerhalb der sizilianischen Cosa Nostra, die über ein Vierteljahrhundert andauerte. Auch heute noch spielt das Bündnis, welches die Corleoneser begründeten, in der Cosa Nostra der Provinz Palermos eine wichtige Rolle.

## Privates
Stefano Bontade war verheiratet und hatte aus seiner Ehe zwei Kinder. Einer von Bontades engsten Freunden war Tommaso Buscetta, der später als Pentito ein wichtiger Informant der italienischen Polizei wurde und Kronzeuge im sogenannten Mammutprozess gegen die Cosa Nostra Mitte und Ende der 1980er Jahre war. Dieser beschrieb Bontade rückblickend als einen „Gentleman“. Zwei wichtige Mitglieder der von Bontade geführten Familie sagten später ebenfalls als Kronzeugen gegen die Cosa Nostra aus: Salvatore Contorno, Bontades Leibwächter und bevorzugter Killer, sowie Francesco Marino Mannoia, der vor allem als Chemiker bei der Herstellung von Heroin gearbeitet hatte.
Bontades Nachname wird in manchen Publikationen auch Bontate buchstabiert; der Grund hierfür ist unklar und könnte eventuell in divergierenden Gerichtsakten zu suchen sein.

## Filme und Dokumentationen
- 2007: Der Boss der Bosse (OT: Il capo dei capi): 6-teilige Serie über die sizilianische Cosa Nostra, in welcher Bontade in Episode 3 und 4 von Francesco Foti gespielt wird.